# Гавана-Мару
Гавана-Мару — транспортне судно, яке під час Другої світової війни брало участь у операціях японських збройних сил на Філіппінах, у Індонезії та на Соломонових островах.

## Передвоєнна історія
Гавана-Мару спорудили у 1920 році на верфі Osaka Iron Works у Інношимі на замовлення компанії Osaka Shosen.
До 1930 року судно використовували на маршруті до Нью-Йорка, а потім перевели на лінію Кобе-Бомбей — Калькутта.
12 вересня Гавана-Мару реквізували для потреб Імперської армії Японії.

## Вторгнення на південь Філіппін
16—17 грудня 1941-го Гавана-Мару та ще 16 транспортів вийшли з Палау (захід Каролінських островів) і попрямували до острова Мінданао, маючи на борту підрозділи 56-ї та 16-ї піхотних дивізій, а також різноманітні підрозділи флоту. Після опівночі 20 грудня загін досягнув району Давао та почав висадку десанту, котрий вже до вечора оволодів цим містом.
22 грудня 1941-го Гавана-Мару разом зі ще вісьмома іншими суднами вийшло з порту Давао для доставки десантного загону на острів Голо (архіпелаг Сулу). Ввечері 24 грудня почалась висадка, а вже уранці наступного дня Голо був узятий японцями під контроль.

## Вторгнення на Борнео
6 січня 1942-го Гавана-Мару та ще 14 транспортних суден вийшли з Дал'яо (поблизу Давао), маючи на борту сили вторгнення на острів Борнео. Ввечері 10 січня загін досяг району острова Таракан, а невдовзі після опівночі 11 січня почалась висадка.
21 січня 1942-го Гавана-Мару та ще 14 транспортів вийшли з Таракану для висадки десанту в розташованому південніше іншому центрі нафтовидобувної промисловості Борнео — Балікпапані. 23 січня на переході конвой був атакований літаками, яким вдалось потопити один з транспортів, тоді як інші ввечері того самого дня прибули до Балікпапану та почали висадку десанту. У перші години 24 січня американські есмінці атакували сили вторгнення і змогли потопити й пошкодити ще кілька суден, проте Гавана-Мару не постраждало.

## Рейс на Соломонові острови
7 серпня 1942-го американці висадились на Гуадалканалі, що започаткувало шестимісячну боротьбу за цей острів. Японці почали відправляти в регіон підкріплення, зокрема 3 жовтня з японського порту Саєкі вийшов п'ятий ешелон конвою «Окі». Пунктом призначення при цьому був Рабаул — головна передова база японців у архіпелазі Бісмарка, з якої провадились операції на Соломонових островах та сході Нової Гвінеї.
18 листопада судно вивантажувало війська на якірній стоянці Шортленд — прикритій групою невеликих островів Шортленд акваторії біля південного завершення острова Бугенвіль, де зазвичай відстоювались легкі бойові кораблі та перевалювались вантажі для відправлення далі на схід Соломонових островів. Літаки B-17 «Літаюча фортеця» атакували район Шортленд та змогли вразити бомбами Гавана-Мару, яке затонуло.